# 玛丽斯·佩恩
玛丽斯·安·佩恩（英語：Marise Ann Payne，1964年7月29日—  ）澳大利亚自由党籍政治人物，前任外交部长兼女性事务部长，亦曾担任该国国防部长。她自1997年4月至2023年9月是新南威尔士州的联邦参议员。